# 김제 행촌리 느티나무
김제 행촌리 느티나무는 전북특별자치도 김제시 봉남면 행촌리에 있는 느티나무로 대한민국의 천연기념물 제280호이다.

## 개요
느티나무는 우리나라를 비롯하여 일본, 대만, 중국 등의 따뜻한 지방에 분포하고 있다. 가지가 사방으로 퍼져 자라서 둥근 형태로 보이며, 꽃은 5월에 피고 열매는 원반모양으로 10월에 익는다. 줄기가 굵고 수명이 길어서 쉼터역할을 하는 정자나무로 이용되거나 마을을 보호하고 지켜주는 당산나무로 보호를 받아왔다.
김제 행촌리의 느티나무는 나이가 약 600살 정도 된 것으로 추정되며, 높이 15m, 가슴높이의 둘레 8.50m의 크기이다. 나무 밑 부분에는 2m 정도의 큰 구멍이 뚫려 있고 그 옆에 30cm 정도 높이의 바위가 있는데 이 바위가 조금만 더 높았더라면 역적이 날 뻔 했다는 전설이 있다. 나무 옆에는 정자가 하나 있는데, 옛날에 이곳을 지나가던 배풍(裵風)이라는 도사가 ‘익산태(益山台)’라고 이름을 지어 그렇게 불려왔으나 지금은 ‘반월태(半月台)’라고 부르고 있다. 마을에서는 이 나무를 신성시하고 있으며, 매년 정월 대보름에는 이 나무에 동아줄을 매어 줄다리기를 하면서 새해의 행운을 빌어 왔다고 한다.
김제 행촌리의 느티나무는 마을사람들의 단합과 친목을 도모하는 중심적인 역할을 하고 있으며, 마을을 지켜주는 서낭나무로서 우리 조상들과 애환을 함께 해온 문화적 자료로서의 가치가 크다. 또한 오래된 나무로서 생물학적 보존가치도 크므로 천연기념물로 지정·보호하고 있다.

## 참고 자료
- 김제 행촌리 느티나무 - 국가유산청 국가유산포털